# الجدول الزمني للحقوق القانونية للمرأة (بخلاف التصويت)

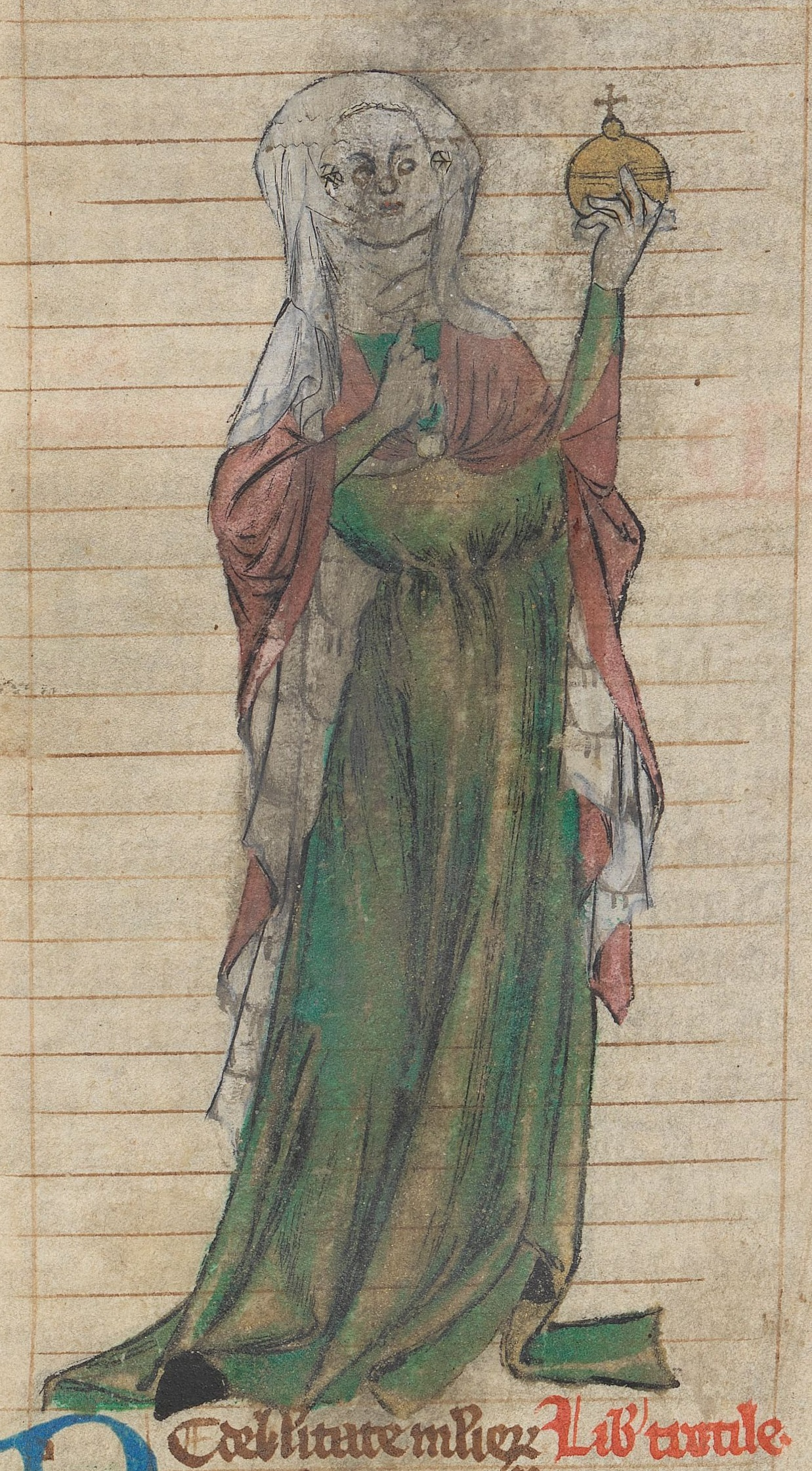

يمثل الجدول الزمني للحقوق القانونية للمرأة (بخلاف التصويت) تغييرات وإصلاحات رسمية فيما يتعلق بحقوق المرأة. ويشمل ذلك الإصلاحات القانونية الفعلية، فضلًا عن التغييرات الرسمية الأخرى، مثل الإصلاحات من خلال التفسيرات الجديدة للقوانين كما فسرها الأسلاف. ويعفى الحق في التصويت من الجدول الزمني: لهذا الحق، انظر الجدول الزمني لاقتراع المرأة. و يستثني هذا الجدول الزمني التغيرات والأحداث الإيديولوجية النسوية: لذلك، انظر الجدول الزمني للنسوية.

## قبل القرن التاسع عشر
1718
روسيا: حُظر التمييز بين الجنسين.
السويد: ُسمح لدافعي الضرائب في نقابات المدن بالترشح للانتخابات خلال عصر الحرية؛ حُظر هذا الحق بالنسبة (للانتخابات المحلية) في 1758 و (الانتخابات العامة) في 1771.
الولايات المتحدة: مقاطعة بنسلفانيا ( ولاية بنسلفانيا الأمريكية الآن) - سُمح للمرأة المتزوجة بتملك وإدارة الممتلكات باسمها أثناء عجز زوجها.
1720
السويد: تكفل لائحة النقابة لعام 1720 حق المرأة في التقدم بطلب للحصول على تصريح للعمل في جميع المهن النقابية والحرف اليدوية وشتى أنواع التجارة.
1722
روسيا: حُظر الزواج القسري.
1734
السويد: في القانون المدني لعام 1734، يحظر على الرجل بيع ممتلكات زوجته دون موافقتها، ويحق لكلا الزوجين بصرف النظر عن الجنس طلب الطلاق عند الزنا، في حين يتمتع الطرف البريء بحضانة الأطفال.
السويد: تمنح المرأة غير المتزوجة، التي تقع عادةً تحت وصاية أقرب أقربائها الذكور، الحق في أن تعلن الأغلبية القانونية عن طريق الاستغناء عن الملك.
1741
السويد: يتم إسقاط شرط عضوية النقابة لأصحاب الوصاية، وفتح المجال لعمل المرأة بشكل فعال.
1749
السويد: تُمنح المرأة الحق في الانخراط في التجارة، كما تُمنح تصريح بأن تعمل كبائع في الشوارع في ستوكهولم، وهي مهنة شائعة جدًا بالنسبة للنساء الفقيرات، يجب أن تصدر في المقام الأول لصالح المرأة التي تحتاج إلى الدعم الذاتي.
1753
روسيا: منح النساء المتزوجات اقتصاد منفصل.
1754
ألمانيا: دوروثيا إركسليبن أول طبيبة.
1772
السويد: يمنح تصريح مزاولة تجارة التبغ في المقام الأول للنساء (الأرامل والمتزوجات) اللواتي في حاجة إلى دعم أنفسهن.
1776
فرنسا: سُمح بقيد الخياطين الإناث في نقابة الخياطين.
1778
السويد: في بارناموردسبلاكاتيت؛ سُمح للنساء غير المتزوجات بمغادرة بلدتهن الأصلية للولادة دون الكشف عن هويتهن، وتسجيل الولادة دون الكشف عن هويتهن، والامتناع عن الرد على أي أسئلة تتعلق بالولادة، وإذا رغبن في إبقاء طفلهن، لا يتم ذكر حالتهن الاجتماعية من عدم الزواج في الوثائق الرسمية تجنبُا الحرج الاجتماعي.
1779
إسبانيا: أُلغيت القيود المفروضة على النقابات التي منعت الإناث من امتهان مهن معينة.
1784
إسبانيا: سُمح للمرأة بموجب مرسوم ملكي بقبول أي مهنة تتوافق مع «جنسها وكرامتها وقوتها».
1791
فرنسا: المساواة في حقوق في الميراث (أُلغي في 1804).
1792
فرنسا: حق الطلاق لكلا الجنسين. (أُلغي للنساء في 1804.)
فرنسا: توجد وحدات نسائية محلية تابعة لجيش الدفاع في عدة مدن؛ على الرغم من أن الجيش لم يكن مفتوحًا رسميًا للنساء، فقد قدر أن حوالي ثمانية آلاف امرأة قد خدمن علنًا في القوات الفرنسية في القوات المحلية (ولكن ليس في ساحات القتال) بين عامي 1792 و 1794، ولكن تم منع النساء رسميًا من التجنيد في عام 1795.
1798
السويد: تمنح النساء المتزوجات من رجال الأعمال أغلبية قانونية ومسؤولية قانونية في شؤون مشاريعهن التجارية، على الرغم من كونهن خاضعين لوصاية أزواجهن.

## القرن التاسع عشر

### 1800-1849
1804
السويد: مُنحت المرأة تصريح لتصنيع وبيع الشموع.
1810
السويد: أكد البرلمان رسميًا على حق المرأة غير المتزوجة في إعلان الأغلبية القانونية عن طريق السلطة الملكية.
السويد: ضمن تعديل قانون النقابة لعام 1720 حق جميع النساء بالأغلبية القانونية في التقدم بطلب للحصول على تصريح للعمل في جميع المهن النقابية والحرف اليدوية والمهن التجارية دون الحاجة إلى تلبية المتطلبات العادية للمتقدمين الذكور، نظرًا لصعوبة دعم أنفسهن.
1811
النمسا: مُنحت المرأة المتزوجة اقتصادًا منفصلًا وحقًا في اختيار المهنة.
السويد: مُنحت سيدات الأعمال المتزوجات الحق في اتخاذ قرارات بشأن شؤونهن الخاصة دون موافقة أزواجهن.
1817
إنجلترا: أُلغي الجلد العلني للنساء (تبعه إلغاء الجلد العلني للرجال في عام 1868).
1821
الولايات المتحدة الأمريكية، مين: يسمح للمرأة المتزوجة بتملك وإدارة الممتلكات باسمها أثناء عجز زوجها.
1823
الأرجنتين: ألزمت الحكومة الجمعيات الخيرية بإنشاء وإدارة مدارس خاصة للفتيات (واحتفظت بالحق في إدارة مدارس الفتيات حتى عام 1876).
1829
الهند: لائحة ساتي البنغالية، 1829 حُظر ممارسة نشاط جنائز الساتي في البنغال البريطانية (وامتد الحظر إلى بومباي في العام التالي).
السويد: يسمح للقابلات باستخدام الأدوات الجراحية، والذي يعتبر أمر فريد من نوعه في أوروبا في ذلك الوقت، مما يؤهلهن للعمل كجراحات.
1833
غواتيمالا: حق الطلاق (تم إلغاؤه في عام 1840 وأُعيد تقديمه في عام 1894).
1835
الولايات المتحدة، أركنساس: يسمح للمرأة المتزوجة بتملك (ولكن ليس حق الإدارة) الممتلكات باسمها.
الولايات المتحدة، ماساتشوستس: سمح للمرأة المتزوجة بتملك وإدارة الممتلكات باسمها أثناء عجز زوجها.
الولايات المتحدة، تينيسي: سمح للمرأة المتزوجة بتملك وإدارة الممتلكات باسمها أثناء عجز زوجها.
1839
بريطانيا العظمى: يتيح قانون رعاية الأطفال لعام 1839 منح الأمهات المطلقات حضانة أطفالهن.
الولايات المتحدة، ميسيسيبي: يمنح قانون ممتلكات المرأة المتزوجة لعام 1839 المرأة المتزوجة الحق في امتلاك ممتلكات باسمها (وليس حق التصرف فيها) ([23]).
1840
جمهورية تكساس: سمح للنساء المتزوجات بتملك العقارات باسمهن.
الولايات المتحدة الأمريكية، مين: سُمح للمرأة المتزوجة الحق في امتلاك ممتلكات باسمها (وليس حق التصرف فيها.
الولايات المتحدة الأمريكية، ماريلاند: سُمح للمرأة المتزوجة الحق في امتلاك ممتلكات باسمها (وليس حق التصرف فيها)
1842
النرويج: تمنح المرأة غير المتزوجة الحق في امتلاك تجارة صغيرة (وإن كانت داخل البلد فقط).
السويد: أصبحت المدرسة الابتدائية الإلزامية لكلا الجنسين.
الولايات المتحدة الأمريكية، نيو هامبشاير: سمح للمرأة المتزوجة بتملك وإدارة الممتلكات باسمها أثناء عجز زوجها.
1843
الولايات المتحدة، كنتاكي: سمح للمرأة المتزوجة بتملك وإدارة الممتلكات باسمها أثناء عجز زوجها.
1844
الولايات المتحدة، مين: منحت النساء المتزوجات اقتصاد منفصل.
الولايات المتحدة، مين: منحت المرأة المتزوجة رخصة تجارية.
الولايات المتحدة، ماساتشوستس: منحت المرأة المتزوجة اقتصاد منفصل.
1845
الدانمرك: تمنح المرأة المتزوجة، على الرغم من كونها قاصرة، الحق في كتابة الوصية دون موافقة أزواجها.
السويد: مساواة الميراث للأبناء والبنات (في غياب الوصية).
الولايات المتحدة، نيويورك: منحت المرأة المتزوجة حقوق براءات الاختراع.
الولايات المتحدة، فلوريدا: سمح للمرأة المتزوجة بتملك الممتلكات باسمها (لا حق التصرف فيها).
1846
السويد: أُتيحت جميع المهن التجارية والحرف اليدوية التي كانت تسيطر عليها النقابات لجميع النساء بالأغلبية القانونية من خلال فابريكس أوش هاندتويركسوردنينغ وهاندلزوردينجن.
الولايات المتحدة، ألاباما: سمح للمرأة المتزوجة بتملك الممتلكات باسمها (لا حق التصرف فيها)
الولايات المتحدة، كنتاكي: سمح للمرأة المتزوجة بتملك الممتلكات باسمها (لا حق التصرف فيها).
الولايات المتحدة، أوهايو: سمح للمرأة المتزوجة بتملك الممتلكات باسمها (لا حق التصرف فيها).
الولايات المتحدة، ميشيغان: سمح للمرأة المتزوجة بتملك الممتلكات باسمها (لا حق التصرف فيها).
1847
بلجيكا: أُتيحت المدرسة الابتدائية لكلا الجنسين
كوستاريكا: أُنشأت أول مدرسة ثانوية للبنات، وأُتيحت مهنة المعلم للمرأة
1848
الولايات المتحدة،: منح قانون ممتلكات المرأة المتزوجة المرأة المتزوجة اقتصاد منفصل.
الولايات المتحدة، بنسلفانيا: منحت المرأة المتزوجة اقتصاد منفصل.
الولايات المتحدة، رود آيلاند: منحت النساء المتزوجات اقتصاد منفصل.
1849
·        الهند: أتاحت مؤسسة مدرسة بيثون التعليم الثانوي للإناث.
·        الولايات المتحدة، ألاباما: يسمح للمرأة المتزوجة بتملك وإدارة الممتلكات باسمها أثناء عجز زوجها.
·        الولايات المتحدة، كونيتيكت: سمح للمرأة المتزوجة بامتلاك وإدارة الممتلكات باسمها أثناء عجز زوجها.
·        الولايات المتحدة، ميسوري: سمح للمرأة المتزوجة بتملك الممتلكات باسمها (لا حق التصرف فيها)
·        الولايات المتحدة، ولاية كارولينا الجنوبية: سمح للمرأة المتزوجة بتملك الممتلكات باسمها (لا حق التصرف فيها)

### 1850-1874
1850
·        فرنسا: التعليم الابتدائي لكلا الجنسين، ولكن يسمح للفتيات فقط بتعليم المدرسين من الكنيسة.
·        هايتي: أول مدرسة دائمة للبنات .
·        أيسلندا: المساواة في الميراث.
·        الولايات المتحدة، كاليفورنيا: منح قانون ممتلكات المرأة المتزوجة المرأة المتزوجة اقتصاد منفصل.
·        الولايات المتحدة، ويسكونسن: منح قانونممتلكات المرأة المتزوجة المرأة المتزوجة اقتصاد منفصل.
·        الولايات المتحدة، ولاية أوريغون: يسمح للمرأة غير المتزوجة بامتلاك الأرض.
1851
·        غواتيمالا: تمنح درجة المواطنة الكاملة للنساء المستقلات اقتصاديًا (ألغيت في عام 1879).
·        كندا، نيو برونزويك: منحت النساء المتزوجات اقتصاد منفصل.
1852
·        نيكاراغوا: منحت جوزيفا فيغا الحق لحضور المحاضرات في الجامعة، وبعد ذلك نحت المرأة الحق في التقدم بطلب للحصول على إذن لحضور محاضرات في الجامعة (وإن لم يكن التعليم الجامعي حق كامل بالفعل).
·        الولايات المتحدة، نيو جيرسي: منحت المرأة المتزوجة اقتصاد منفصل.
·        الولايات المتحدة، إنديانا: سمح للمرأة المتزوجة بتملك الممتلكات باسمها (لا حق التصرف فيها).
·        الولايات المتحدة، ولاية ويسكونسن: يسمح للمرأة المتزوجة بتملك وإدارة الممتلكات باسمها أثناء عجز زوجها
1853
·        كولومبيا: تم إضفاء الشرعية على الطلاق (ألغيت في عام 1856 وأعيد تقديمها في عام 1992).
·        مصر: أول مدرسة مصرية للإناث تفتتحها أقلية الأقباط.
·        صربيا: تم افتتاح أول مدرسة تعليمية ثانوية للإناث (افتتحت المدارس العامة للفتيات افتتحت في 1845-1846).
·        السويد: أُتيحت مهنة المعلم في المدارس الابتدائية والابتدائية العامة لكلا الجنسين.
1854
·        النرويج: المساواة في الميراث.
·        الولايات المتحدة، ماساتشوستس: منح المرأة المتزوجة اقتصاد منفصل.
·        شيلي: اقتتحت أول مدرسة ابتدائية عامة للبنات.
1855
·        الإمبراطورية العثمانية: أُتيحت أعمال المصانع لكلا الجنسين عند توظيف أول امرأة في مصنع الغزل والنسيج في بورصة، وسُمح في نفس الوقت بالاختلاط بين الرجل والمرأة.
·        الولايات المتحدة الأمريكية، أيوا: أصبحت جامعة ولاية أيوا أول جامعة مختلطة عامة أو حكومية في الولايات المتحدة.
·        الولايات المتحدة، ميشيغان: منحت النساء المتزوجات اقتصاد منفصل.
1856
·        الدنمارك: المساواة في الميراث.
·        السويد: قُبلت المرأة كطالبة في الأكاديمية الملكية للموسيقى.
·        الولايات المتحدة، كونيكتيكت: مُنحت المرأة المتزوجة حقوق براءات الاختراع.
1857
·        الدنمارك: منح حق الأغلبية القانونية للنساء غير المتزوجات.
·        الدنمارك: أُتيحت المهن التجارية والحرفية للنساء غير المتزوجات.
·        بريطانيا العظمى: القضايا الزوجية قانون 1857 يجعل الطلاق ممكن لكلا الجنسين.
·        هولندا: أصبح التعليم الابتدائي إلزامي لكل من الفتيات والفتيان.
·        اسبانيا: التعليم الابتدائي إلزامي لكل من الفتيات والفتيان.
·        الولايات المتحدة الأمريكية، مين: منحت المرأة المتزوجة الحق في السيطرة على أرباحها الخاصة
·        الولايات المتحدة الأمريكية، ولاية أوريغون: سمح للمرأة المتزوجة بتملك الممتلكات باسمها (لا حق التصرف فيها).
·        الولايات المتحدة الأمريكية، ولاية أوريغون: سمح للمرأة المتزوجة بتملك وإدارة الممتلكات باسمها أثناء عجز زوجها.
1858
·        الإمبراطورية العثمانية: افتتحت أول مدرسة حكومية للبنات. وفتحت عدة مدارس أخرى للفتيات خلال العقود التالية ([50]).
·        النرويج: أُتيحت مهنة مكتب التلغراف للنساء.
·        روسيا: خُصصت صالات رياضية للبنات.
·        السويد: منحت الأغلبية القانونية للنساء غير المتزوجات (إلا أنه تم تطبيقه في عام 1863).
1859
·        كندا الغربية: منح النساء المتزوجات اقتصاد منفصل.
·        الدنمارك: أُتيحت وظيفة المعلم في المدارس العامة أمام النساء .
·        روسيا: سُمح للنساء بحضور في المحاضرات الجامعية (ألغيت في عام 1863)
·        السويد: وأتيحت ظيفة المدرس الجامعي والموظفين في المؤسسات العامة للنساء.
·        الولايات المتحدة الأمريكية، كانساس: منح قانون ملكية المرأة المرأة المتزوجة اقتصاد منفصل.
1860
·        النرويج: سُمح للمرأة بالتدريس في المدارس الابتدائية الريفية (وفي مدارس المدينة في عام 1869).
·        نيوزيلندا: سمح للمرأة المتزوجة بالتملك.
·        الولايات المتحدة، نيويورك: مُنحت النساء المتزوجات الحق في السيطرة على أرباحهن الخاصة.
·        الولايات المتحدة، ماريلاند: مُنحت المرأة المتزوجة اقتصاد منفصل.
·        الولايات المتحدة، ماريلاند: مُنحت المرأة المتزوجة الحق في السيطرة على أرباحهن.
·        الولايات المتحدة، ماريلاند: مُنحت المرأة المتزوجة رخصة تجارية.
·        الولايات المتحدة، ماساتشوستس: مُنحت المرأة المتزوجة تراخيص تجارية.
1861
·        فرنسا: أصبحت جولي-فيكتوار دوبيه أول طالبة.
·        آيسلندا: مُنح الأغلبية القانونية للنساء غير المتزوجات.
·        الهند: حظرت جنائز الساتي في الهند بأكملها.
·        روسيا: فتحت أكاديمية الجراحة العلمية والطبية أبواب المختبرات أمام لنساء (تراجع في عام 1864).
·        السويد: افتتحت أول مؤسسة عامة للتعليم الأكاديمي العالي للنساء، مؤسسة ستوكهولم لتدريب المعلمين.
·        السويد: أُتيحت مهنة أطباء الأسنان للنساء.
·        الولايات المتحدة، إلينوي: منْح النساء المتزوجات اقتصاد منفصل.
·        الولايات المتحدة، أوهايو: منْح النساء المتزوجات اقتصاد منفصل.
·        الولايات المتحدة، إلينوي: منْح النساء المتزوجات حق السيطرة على أرباحهن.
الولايات المتحدة، أوهايو: منْح النساء المتزوجات حق السيطرة على أرباحهن.